# Korinth (perifereiakí enótita)
Korinth (grekiska Κορινθία, Korinthia) är en regiondel (perifereiakí enótita), till 2010 en prefektur, i nordöstra änden av halvön Peloponnesos. Den hänger samman med övriga Grekland vid Korintiska näset, som genomskärs av Korintiska kanalen. Regiondelen har en yta på 2 290 m² och ett invånarantal på 144 527 (2005). Dess huvudstad är Korinth.
Regiondelen är indelad i sex kommuner . Den tidigare perfekturen var indelad i 15 kommuner.

- Dimos Corinth
- Dimos Loutraki-Agioi Theodoroi
- Dimos Nemea
- Dimos Sikyona
- Dimos Velo-Vocha
- Dimos Xylokastro-Evrostina